# Hymne von Anzoátegui
Die Hymne von Anzoátegui ist die Hymne des Bundesstaates Anzoátegui in Venezuela.
Anlässlich der Gedenkfeier zum hundertjährigen Jubiläum des 19. April 1810 (Beginn der Unabhängigkeit Venezuelas) wurden in verschiedenen Landesteilen Wettbewerbe ausgeschrieben, um die Texte und die Musik der jeweiligen offiziellen Hymnen auszuwählen. Anzoátegui machte keine Ausnahme: Anfang 1910 schrieb der Gouverneur des Staates General Armando Rolando einen Wettbewerb aus zur Wahl der Hymne von Anzoátegui.
Am 2. Juli 1910 fiel das Urteil des Wettbewerbs auf die Hymne von Enrique Pérez Valencia, dem Dichter aus der Stadt Barcelona (Venezuela).
Den Wettbewerb für die Komposition gewann der italienische Musiker Angel Mottola Martucci.

## Text
Refrain

Ayer fuiste pujante y altiva,

En la lucha sangrienta y tenaz;

más ya, patria te ciñes la oliva;

y hoy tu gloria se funda en la paz.

I.

¡Patria ilustre! tus hijos recuerdan

con orgullo la trágica lucha:

¡aun parece que en torno se escucha

el tremendo rugir del cañón!

Fue la prueba temible tan larga,

que la sangre a torrentes vertiste,

y en la homérica lid te creciste,

esforzando el marcial corazón.

II.

En los brazos de insignes guerreros,

Con Anzoátegui, Freites, Monagas,

arrasaste las bélicas plagas

y te erguiste triunfante doquier;

En la liza feral y gloriosa

Contra Iberia de heroica porfía,

tuya fue la postrer bizarría;

tuya fue la victoria postrer.

(Refrain)